# ویلیام مک‌تاگارت

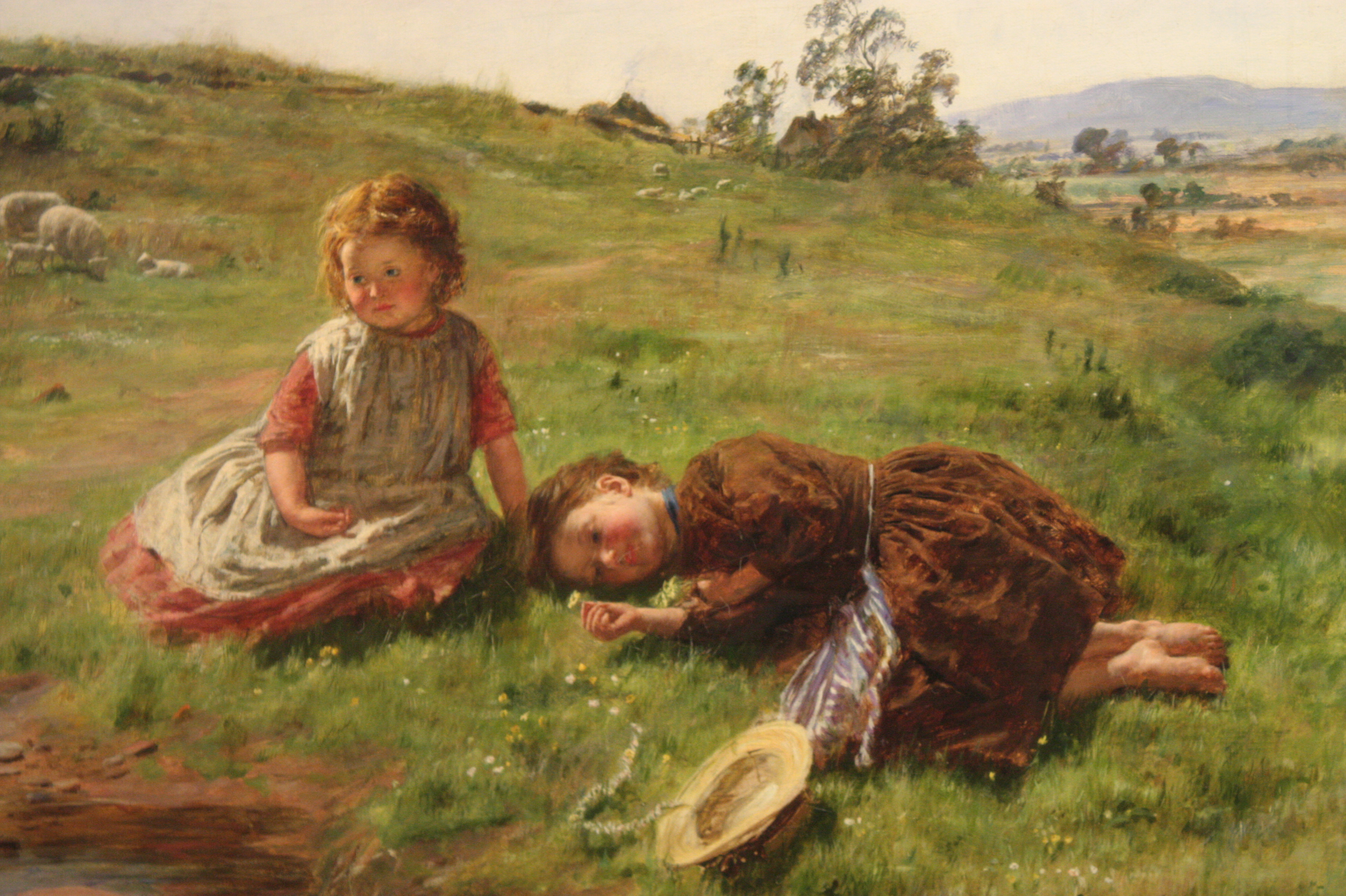
بهار اثر ویلیام مک تارگات، ۱۸۶۴

ویلیام مک‌تاگارت (به انگلیسی: William McTaggart) (زاده ۲۵ اکتبر ۱۸۳۵ – درگذشته ۲ آوریل ۱۹۱۰) منظره‌نگار اسکاتلندی و نقاش صحنه‌های دریایی بود که تحت تأثیر مکتب امپرسیونیسم قرار داشت.
مک‌تاگارت شیفتهٔ طبیعت و چشم‌اندازهای زیبای اسکاتلند بود و در آثارش به خوبی رابطهٔ انسان با طبیعت را نشان می‌دهد.

## زندگی و شغل
ویلیام پسر یک کشاورز بود که در دهکده کوچک آروس، در نزدیکی کمپبل‌تاون، در کینتایر، غری شبه جزیره اسکاتلند به دنیا آمد.
وی در ۱۶ سالگی به ادینبورگ رفت و در کالج هنر ادینبورگ به نام آکادمی معتمدین نزد رابرت اسکات لودر تحصیل کرد. وی در زمان دانشجویی چندین جایزه کسب کرد و کارهای خود را در آکادمی سلطنتی اسکاتلند به نمایش گذاشت و در سال ۱۸۷۰ به عضویت کامل آکادمی درآمد. کارهای اولیه او عمدتاً نقاشی‌های فیگور کودکان بود، اما بعداً به هنرهای دریایی و به ویژه منظره دریا روی آورد. نقاشی وی الهام گرفته از عشق کودکی او به دریا و ساحل غربی ناهموار و متلاشی اقیانوس اطلس از بدو تولدش بود.

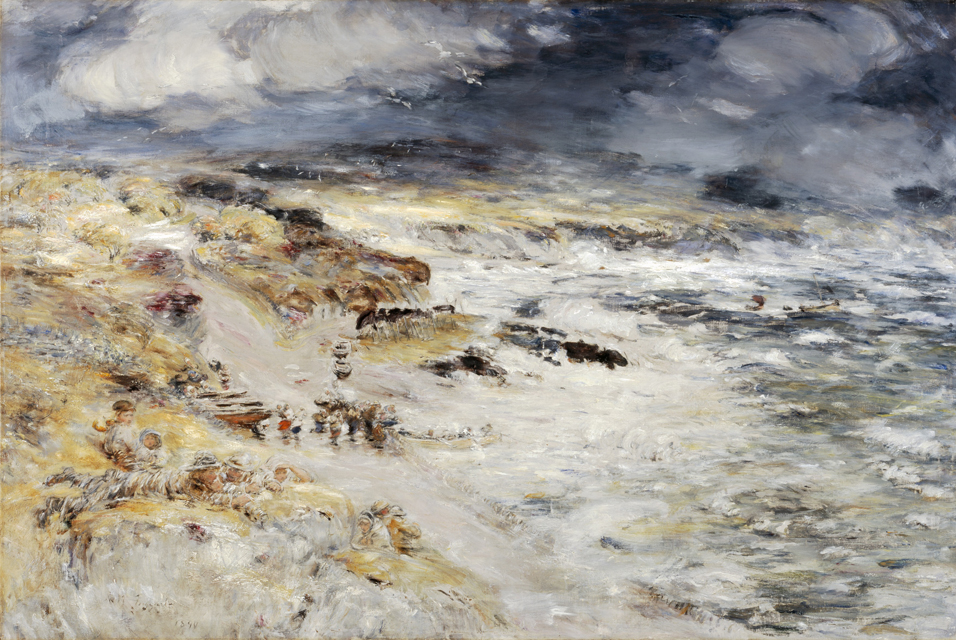
طوفان, ۱۸۹۰, گالری ملی اسکاتلند، ادینبورگ

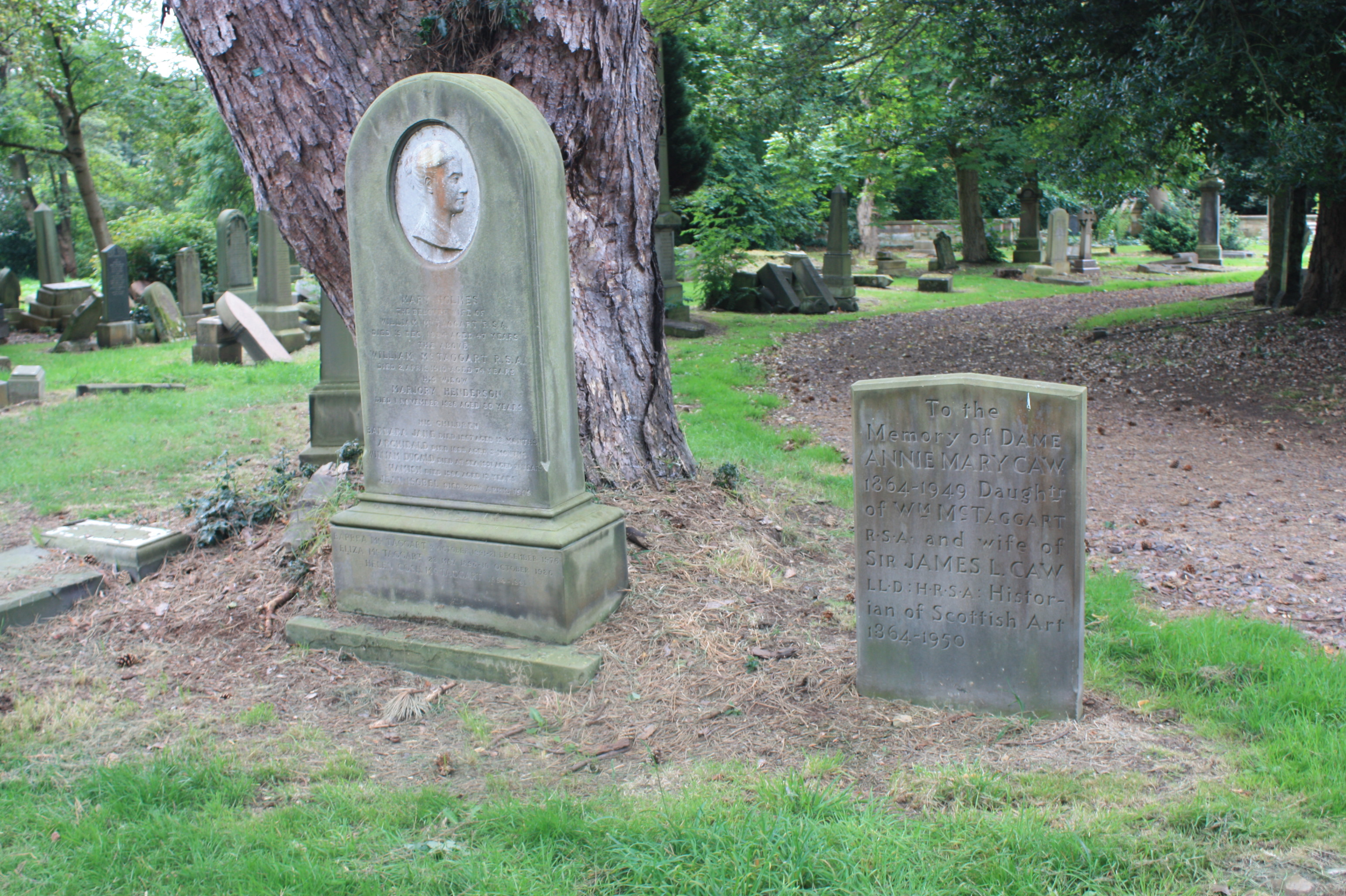
قبر مک تاگارت و همسرش در کنار دخترش، گورستان نیوینگتون

مک‌تاگارت مجذوب طبیعت و رابطه انسان با آن شد و تلاش کرد جنبه‌هایی مانند تأثیر گذرا نور بر آب را به تصویر بکشد. او با استفاده از روش امپرسیونیسم و استفاده از رنگ و قلم موی جسورانه اش، ویژگی‌هایی مشابه نقاشی‌های جان کانستبل و ویلیام ترنر که هر دو هنرمند مورد تحسین او بودند، پدیدآورد.
مک تاگارت در استفاده از رنگ روغن و آبرنگ مهارت داشت و علاوه بر مناظر دریایی کین‌تایر، میدلودین و لوتیان شرقی را نیز نقاشی می‌کرد. بسیاری از کارهای بعدی او تپه‌های مورفوت را نشان می‌دهد که از خانه او در نزدیکی لسوید دیده می‌شود، جایی که او در سال ۱۸۸۹ به آنجا نقل مکان کرد.
وی به عنوان یکی از مفسران بزرگ منظر اسکاتلند شناخته می‌شود و اغلب او را «امپرسیونیست اسکاتلندی» می‌نامند.
مقاله وی در اختیار انجمن تاریخ محلی بونیریگ و لاسواد است.

## آثار
از جمله آثار شناخته شده مک تاگارت عبارتند از:
- بهار، ۱۸۶۴
- ماهیگیری کساد، ۱۸۷۱
- در برابر باد و باران، ۱۸۷۵
- گردآورندگان طعمه، ۱۸۷۹
- طوفان، ۱۸۹۰
- صیاد خرچنگ در خلیج ماشریانیش ، ۱۹۰۹
- پسر ماهیگیر، ۱۸۶۲
- جان کلی استوارت، ۱۸۷۹

## نمونهٔ آثار

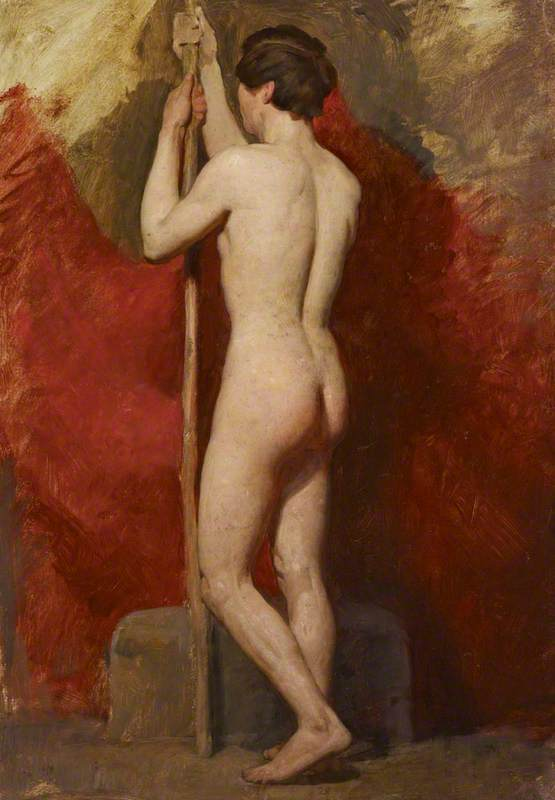
مطالعهٔ یک مرد برهنهٔ ایستاده دههٔ ۱۸۵۰ م. نگارخانه ملی اسکاتلند
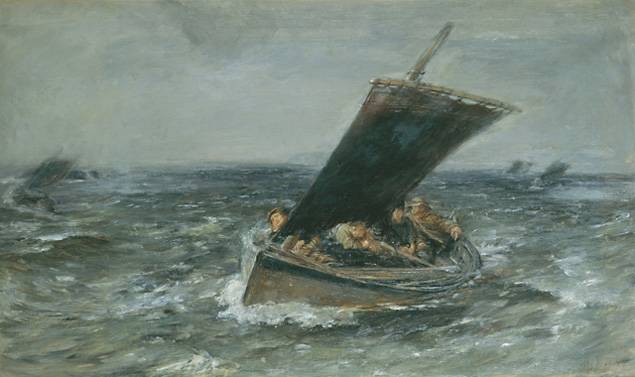
در میان باد و باران
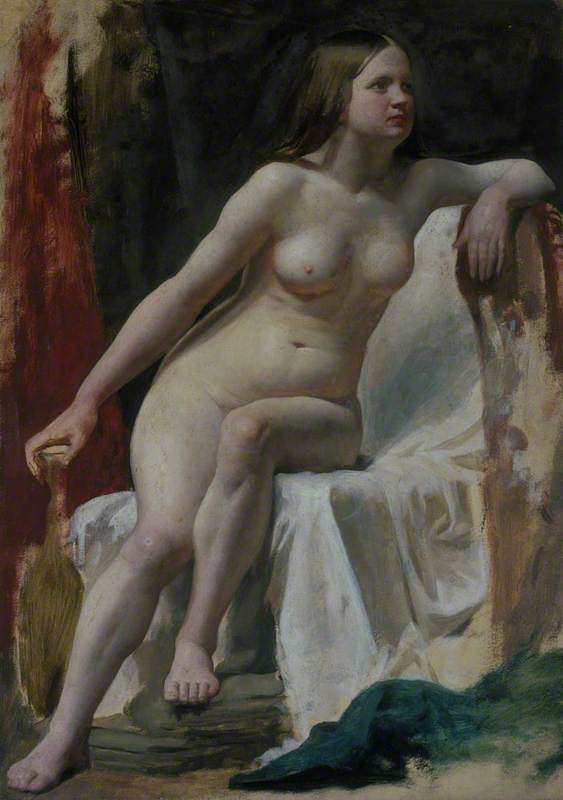
۱۸۷۵ م.
گالری‌های مک مأنوس